# Vitreledonella alberti
Vitreledonella alberti är en bläckfiskart som beskrevs av Louis Joubin 1924. Vitreledonella alberti ingår i släktet Vitreledonella och familjen Vitreledonellidae. Inga underarter finns listade i Catalogue of Life.